# Vynen
Vynen [ˈfɪnən] oder [ˈfiːnən] ist ein Stadtteil von Xanten und bildet mit Obermörmter und weiterem Umland den Stadtbezirk Vynen/Obermörmter.

## Geographie
Vynen liegt in der niederrheinischen Tiefebene westlich von Wesel. Dabei grenzt es im Osten an die „Xantener Nordsee“, einen Teil des Freizeitzentrums Xanten. Der Norden Vynens wird durch den Rhein begrenzt, welcher auch die Grundlage der Naturschutzgebiete Gut Grindt und Rheinaue bildet.

## Geschichte

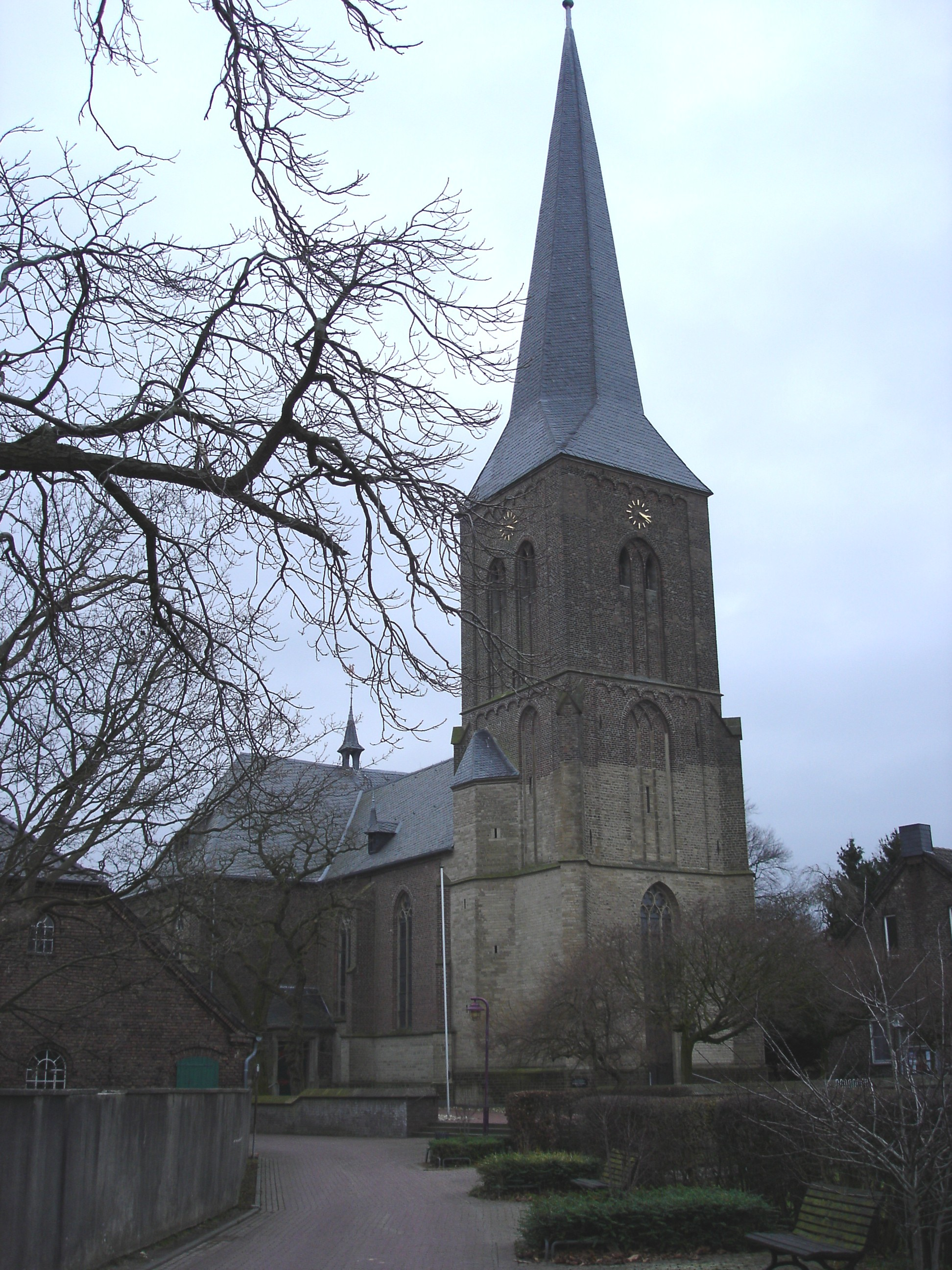
Kirche St. Martin in Vynen

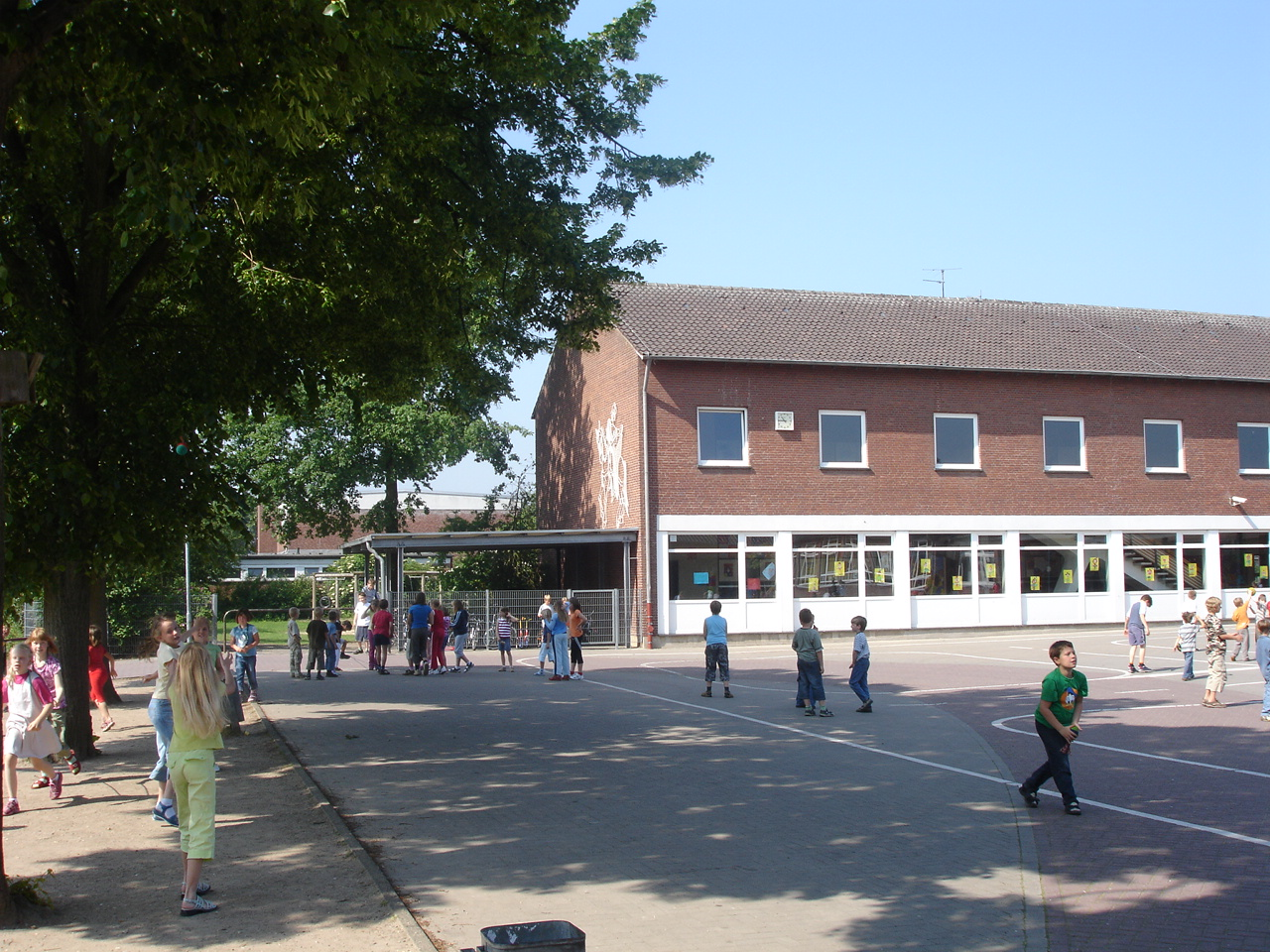
Martinschule Vynen – Schulhof

Die Gründung Vynens geht auf die Gründung der gemeinsamen Kirche St. Martin der Bauerschaften „Vinen“ (hieraus entwickelte sich der spätere Ortsname Vynen), Broechem (dem späteren Marienbaum) und Gesthuysen zurück, welche bereits im 11. Jahrhundert stattfand. Jedoch existieren Aufzeichnungen, aus denen hervorgeht, dass die Region des heutigen Vynens bereits zur Römerzeit besiedelt war und Handelsbeziehungen zur Colonia Ulpia Traiana bestanden haben.
Vynen gehörte ca. 600 Jahre lang zum Herzogtum Kleve, anschließend für kurze Zeit zum preußischen Regierungsbezirk Kleve und seit 1821 schließlich zum Regierungsbezirk Düsseldorf. Dort gehörte die Gemeinde Vynen in den ehemaligen Kreisen Rheinberg, Geldern und Moers zur Bürgermeisterei Marienbaum. Im Jahre 1934 wurde Vynen nach Marienbaum eingemeindet. Als Teil von Marienbaum kam Vynen am 1. Juli 1969 zur Stadt Xanten, die seit dem 1. Januar 1975 zum neu gegründeten Kreis Wesel gehört.
In Vynen besteht eine durch einen Förderverein unterstützte Grundschule, die nach dem Schutzpatron der Kirche benannt ist. 2006/07 besuchten 104 Schüler die Martinschule, an der fünf Lehrkräfte tätig sind und zu deren Ausstattung u. a. eine Schulküche, eine Turnhalle, ein Spielplatz und Räumlichkeiten für die Betreuung „Schule von acht bis eins“, „13 plus“ und seit dem Schuljahr 2007/08 auch eine Hausaufgabenbetreuung gehören. Zusätzlich existieren der „Katholische Kindergarten St. Martin Vynen“ und die Kindertagesstätte „Hoppetosse“ des DRK in Vynen.

## Sehenswürdigkeiten
- Die Kirche St. Martin
- Das Haus Haag
- Vynen hat durch seine Lage an der „Xantener Nordsee“ Anteil am Freizeitzentrum Xanten, kurz FZX, einem Naherholungszentrum, und bietet durch den Hafen Vynen die Möglichkeit zu verschiedensten Wasser- und Segelsportarten.

## Persönlichkeiten
- Theodor Remy (1868–1946), deutscher Agrarwissenschaftler, in Vynen geboren